# Jong PSV in het seizoen 2014/15
Het seizoen 2014/15 was het tweede seizoen dat Jong PSV, het tweede elftal van de club PSV, uitkwam in de Eerste divisie. 
Jong PSV had net als de twee andere beloftenelftallen, Jong Ajax en Jong FC Twente, niet de mogelijkheid om te promoveren of om deel te nemen aan de nacompetitie. Wel konden ze kampioen worden. De selectie en de spelers die de beloftenelftallen in de Eerste divisie mochten opstellen, waren gebonden aan een aantal door de KNVB bepaalde restricties. Zo mochten spelers van de club die in het seizoen niet meer dan vijftien keer zijn uitgekomen voor het eerste elftal, ook uitkomen voor het beloftenteam.

## Selectie 2014/2015
| Nat.                | Naam                  | Positie | Eerste divisie | Eerste divisie | Contract | Seizoen (Sinds deelname Eerste divisie) | Vorige club            | Debuut (Sinds deelname Eerste divisie) |         |         |         |         |         |         |         |         |         |         |
| Nat.                | Naam                  | Positie | W              |                | Contract | Seizoen (Sinds deelname Eerste divisie) | Vorige club            | Debuut (Sinds deelname Eerste divisie) |         |         |         |         |         |         |         |         |         |         |
| Keepers             | Keepers               | Keepers | Keepers        | Keepers        | Keepers  | Keepers                                 | Keepers                | Keepers                                | Keepers | Keepers | Keepers | Keepers | Keepers | Keepers | Keepers | Keepers | Keepers | Keepers |
| ------------------- | --------------------- | ------- | -------------- | -------------- | -------- | --------------------------------------- | ---------------------- | -------------------------------------- | ------- | ------- | ------- | ------- | ------- | ------- | ------- | ------- | ------- | ------- |
| Vlag van Nederland  | Jesse Bertrams        | DM      | 10             | 0              | 2016     | 2e                                      | Jeugdopleiding         | 28 oktober 2013                        |         |         |         |         |         |         |         |         |         |         |
| Vlag van Nederland  | Nigel Bertrams*       | DM      | 10             | 0              | 2016     | 2e                                      | Jeugdopleiding         | 3 augustus 2013                        |         |         |         |         |         |         |         |         |         |         |
| Vlag van Nederland  | Yanick van Osch       | DM      | 0              | 0              |          | 1e                                      | Jeugdopleiding         |                                        |         |         |         |         |         |         |         |         |         |         |
| Vlag van Nederland  | Remko Pasveer*        | DM      | 2              | 0              | 2017     | 1e                                      | Heracles Almelo        | 2 december 2014                        |         |         |         |         |         |         |         |         |         |         |
| Vlag van Curaçao    | Zeus de la Paz        | DM      | 1              | 0              |          | 2e                                      | Jeugdopleiding         | 21 maart 2014                          |         |         |         |         |         |         |         |         |         |         |
| Vlag van Nederland  | Danny Wintjens*       | DM      | 2              | 0              | 2015     | 1e                                      | VVV-Venlo              | 6 februari 2015                        |         |         |         |         |         |         |         |         |         |         |
| Verdedigers         |                       |         |                |                |          |                                         |                        |                                        |         |         |         |         |         |         |         |         |         |         |
| Vlag van Nederland  | Dirk Abels            | RB      | 3              | 0              |          | 1e                                      | Jeugdopleiding         | 9 augustus 2014                        |         |         |         |         |         |         |         |         |         |         |
| Vlag van Nederland  | Suently Alberto       | CV      | 8              | 0              | 2015     | 2e                                      | Jeugdopleiding         | 28 maart 2014                          |         |         |         |         |         |         |         |         |         |         |
| Vlag van Nederland  | Joshua Brenet*        | RB/LB   | 3              | 0              | 2016     | 2e                                      | Jeugdopleiding         | 2 december 2013                        |         |         |         |         |         |         |         |         |         |         |
| Vlag van Nederland  | Sander Heesakkers     | LB      | 14             | 0              | 2016     | 2e                                      | Jeugdopleiding         | 30 september 2013                      |         |         |         |         |         |         |         |         |         |         |
| Vlag van IJsland    | Hjörtur Hermannsson   | CV      | 18             | 0              | 2015     | 2e                                      | Fylkir Reykjavík       | 19 augustus 2013                       |         |         |         |         |         |         |         |         |         |         |
| Vlag van Frankrijk  | Nicolas Isimat-Mirin* | CV      | 1              | 0              | 2015     | 2e                                      | AS Monaco (gehuurd)    | 2 december 2014                        |         |         |         |         |         |         |         |         |         |         |
| Vlag van Nederland  | Menno Koch*           | CV      | 12             | 2              | 2015     | 2e                                      | Jeugdopleiding         | 3 augustus 2013                        |         |         |         |         |         |         |         |         |         |         |
| Vlag van Nederland  | Augustine Loof        | CV      | 10             | 0              | 2016     | 1e                                      | Jeugdopleiding         | 3 oktober 2014                         |         |         |         |         |         |         |         |         |         |         |
| Vlag van Nederland  | Abel Tamata*          | LB      | 8              | 0              | 2015     | 2e                                      | Roda JC (huurbasis)    | 3 augustus 2013                        |         |         |         |         |         |         |         |         |         |         |
| Vlag van Nederland  | Bram van Vlerken      | RB      | 4              | 0              | 2016     | 2e                                      | Jeugdopleiding         | 14 februari 2014                       |         |         |         |         |         |         |         |         |         |         |
| Vlag van Nederland  | Jordy de Wijs         | CV/LB   | 19             | 1              | 2016     | 2e                                      | Jeugdopleiding         | 28 februari 2014                       |         |         |         |         |         |         |         |         |         |         |
| Vlag van Nederland  | Jetro Willems*        | LB      | 1              | 1              | 2016     | 1e                                      | Sparta Rotterdam       | 15 augustus 2014                       |         |         |         |         |         |         |         |         |         |         |
| Middenvelders       |                       |         |                |                |          |                                         |                        |                                        |         |         |         |         |         |         |         |         |         |         |
| Vlag van Nederland  | Jorrit Hendrix*       | CM/CV   | 2              | 1              | 2017     | 2e                                      | Jeugdopleiding         | 3 augustus 2013                        |         |         |         |         |         |         |         |         |         |         |
| Vlag van Zweden     | Oscar Hiljemark*      | CM      | 2              | 0              | 2017     | 1e                                      | IF Elfsborg            | 16 januari 2016                        |         |         |         |         |         |         |         |         |         |         |
| Vlag van Nederland  | Clint Leemans         | CM      | 20             | 3              | 2016     | 2e                                      | Jeugdopleiding         | 20 september 2013                      |         |         |         |         |         |         |         |         |         |         |
| Vlag van Servië     | Andrija Luković       | CAM/CA  | 15             | 0              | 2017     | 1e                                      | FK Rad                 | 22 augustus 2014                       |         |         |         |         |         |         |         |         |         |         |
| Vlag van België     | François Marquet      | CM      | 3              | 0              | 2015     | 2e                                      | Standard Luik          | 16 januari 2015                        |         |         |         |         |         |         |         |         |         |         |
| Vlag van Nederland  | Farshad Noor          | CM      | 24             | 2              | 2015     | 2e                                      | Jeugdopleiding         | 3 augustus 2013                        |         |         |         |         |         |         |         |         |         |         |
| Vlag van Nederland  | Kenneth Paal          | CAM/CA  | 8              | 0              | 2016     | 1e                                      | Jeugdopleiding         | 9 augustus 2014                        |         |         |         |         |         |         |         |         |         |         |
| Vlag van Oostenrijk | Marcel Ritzmaier*     | CM      | 4              | 2              | 2018     | 1e                                      | SC Cambuur (huurbasis) | 24 november 2014                       |         |         |         |         |         |         |         |         |         |         |
| Vlag van België     | Olivier Rommens       | CM      | 19             | 1              | 2015     | 1e                                      | Jeugdopleiding         | 9 augustus 2014                        |         |         |         |         |         |         |         |         |         |         |
| Vlag van België     | Philippe Rommens      | CM      | 1              | 0              |          | 1e                                      | Jeugdopleiding         | 19 september 2014                      |         |         |         |         |         |         |         |         |         |         |
| Vlag van Montenegro | Andjelo Rudovic       | CM      | 11             | 0              | 2015     | 1e                                      | FK Mogren Budva        | 19 september 2014                      |         |         |         |         |         |         |         |         |         |         |
| Vlag van Nederland  | Stijn Schaars*        | CM      | 2              | 0              | 2016     | 1e                                      | Sporting Lissabon      | 3 november 2014                        |         |         |         |         |         |         |         |         |         |         |
| Vlag van Nederland  | Rai Vloet*            | CAM/CA  | 10             | 4              | 2015     | 2e                                      | Jeugdopleiding         | 20 september 2013                      |         |         |         |         |         |         |         |         |         |         |
| Aanvallers          |                       |         |                |                |          |                                         |                        |                                        |         |         |         |         |         |         |         |         |         |         |
| Vlag van België     | Zakaria Bakkali       | RB/LB   | 5              | 1              | 2015     | 2e                                      | Jeugdopleiding         | 16 december 2013                       |         |         |         |         |         |         |         |         |         |         |
| Vlag van Nederland  | Steven Bergwijn       | LB/RB   | 2              | 1              | 2017     | 1e                                      | Jeugdopleiding         | 9 augustus 2014                        |         |         |         |         |         |         |         |         |         |         |
| Vlag van Montenegro | Aleksandar Boljević   | LB      | 19             | 4              | 2017     | 2e                                      | FK Zeta                | 20 januari 2014                        |         |         |         |         |         |         |         |         |         |         |
| Vlag van Montenegro | Boris Cmiljanic       | SP      | 9              | 1              | 2017     | 1e                                      | Buducnost Podgorica    | 9 augustus 2014                        |         |         |         |         |         |         |         |         |         |         |
| Vlag van Nederland  | Florian Jozefzoon*    | RB/LB   | 1              | 0              | 2016     | 2e                                      | RKC Waalwijk           | 2 september 2013                       |         |         |         |         |         |         |         |         |         |         |
| Vlag van Nederland  | Jürgen Locadia*       | SP      | 1              | 0              | 2016     | 1e                                      | Jeugdopleiding         | 24 november 2014                       |         |         |         |         |         |         |         |         |         |         |
| Vlag van Nederland  | Dani van der Moot     | SP      | 2              | 0              | 2016     | 1e                                      | Jeugdopleiding         | 19 december 2014                       |         |         |         |         |         |         |         |         |         |         |
| Vlag van Nederland  | Elvio van Overbeek    | LB/RB   | 22             | 2              | 2015     | 2e                                      | Jeugdopleiding         | 3 augustus 2013                        |         |         |         |         |         |         |         |         |         |         |
| Vlag van Nederland  | Erik Quekel           | SP      | 3              | 2              | 2015     | 1e                                      | FC Den Bosch           | 6 februari 2015                        |         |         |         |         |         |         |         |         |         |         |
| Vlag van Nederland  | Mohamed Rayhi         | LB/LM   | 7              | 1              | 2015     | 2e                                      | Jeugdopleiding         | 3 augustus 2013                        |         |         |         |         |         |         |         |         |         |         |
| Vlag van Ivoorkust  | Moussa Sanoh          | RB/SP   | 22             | 2              | 2016     | 2e                                      | Jeugdopleiding         | 7 maart 2014                           |         |         |         |         |         |         |         |         |         |         |

- Spelers met een * zijn ook spelers van de A-selectie van PSV
- Bijgewerkt t/m 16 februari 2015

Vertrokken Zomerstop 2014
| Nat.               | Naam               | Positie      | Contract     | Per         | Nieuwe club     | Transfersom |
| ------------------ | ------------------ | ------------ | ------------ | ----------- | --------------- | ----------- |
| Vlag van Nederland | Dennis Dengering   | Verdediger   | Transfervrij | 1 juli 2014 | Fortuna Sittard | N.V.T.      |
| Vlag van Nederland | Thomas Horsten     | Middenvelder | Transfervrij | 1 juli 2014 | Cavese          | N.V.T.      |
| Vlag van Egypte    | Alexander Jakobsen | Middenvelder | Transfervrij | 1 juli 2014 | Dinamo Zagreb   | N.V.T.      |
| Vlag van België    | Burak Kardes       | Verdediger   | Transfervrij | 1 juli 2014 | Osmanlispor     | N.V.T.      |
| Vlag van Nederland | Benjamin van Leer  | Keeper       | Transfervrij | 1 juli 2014 | Roda JC         | N.V.T.      |
| Vlag van Nederland | Peter van Ooijen   | Middenvelder | Transfervrij | 1 juli 2014 | Go Ahead Eagles | N.V.T.      |
| Vlag van Nederland | Tufan Özbozkurt    | Middenvelder | Transfervrij | 1 juli 2014 | Konyaspor       | N.V.T.      |

## Wedstrijdstatistieken

### Eerste divisie
| 1e speelronde | Jong PSV                                                                                                | 2 - 0 (2 - 0)                             | Achilles '29                                                       | Selectie Jong PSV: |
| za. 9 augustus 2014 Aanvangstijd: 16:30 uur Plaats: Eindhoven De Herdgang Toeschouwers: 1.250 Scheidsrechter: Christiaan Bax           | Zakaria Bakkali 19' Olivier Rommens 45'                                                                 | 1 - 0 2 - 0                               |                                                                    | BASISOPSTELLING: N. Bertrams - Abels, Derijck, Alberto, Heesakkers - Leemans, Van Overbeek, O. Rommens - Bakkali, Paal, Boljević RESERVEBANK: J. Bertrams, Loof, Noor, Bergwijn, Sanoh, Cmiljanic WISSELS: 61' Cmiljanic - Bakkali 65' Sanoh - Boljević 77' Bergwijn - Van Overbeek                                  |
| | |                                           |                                                                    | |
| 2e speelronde | MVV Maastricht                                                                                          | 2 - 1 (2 - 1)                             | Jong PSV                                                           | Selectie Jong PSV: |
| vr. 15 augustus 2014 Aanvangstijd: 20:00 uur Plaats: Maastricht De Geusselt Toeschouwers: 3.549 Scheidsrechter: Stijn Berben           | Sven Braken 29' Davy Brouwers 45+1'                                                                     | 0 - 1 1 - 1 2 - 1                         | 23' Jetro Willems                                                  | BASISOPSTELLING: N. Bertrams - Abels, Koch, De Wijs, Willems - Leemans, Van Overbeek, O. Rommens - Bakkali, Paal, Boljević RESERVEBANK: De La Paz, Alberto, Heesakkers, Noor, Bergwijn, Cmiljanic WISSELS: 46' Noor - Abels 54' Heesakkers - Willems 71' Cmiljanic - Van Overbeek                                    |
| | |                                           |                                                                    | |
| 3e speelronde | FC Emmen                                                                                                | 5 - 0 (1 - 0)                             | Jong PSV                                                           | Selectie Jong PSV: |
| vr. 22 augustus 2014 Aanvangstijd: 20:00 uur Plaats: Emmen De JENS Vesting Toeschouwers: 2.530 Scheidsrechter: Ingmar Oostrom          | Luís Pedro 3' Cas Peters 58' Cas Peters 68' Cas Peters 76' Leandro Resida 77'                           | 1 - 0 2 - 0 3 - 0 4 - 0 5 - 0             |                                                                    | BASISOPSTELLING: J. Bertrams - Noor, Hermannsson, De Wijs, Heesakkers - Leemans, Cmiljanic, O. Rommens - Bakkali, Lukovic, Boljević RESERVEBANK: De La Paz, Abels, Van Vlerken, Rudovic, Van Overbeek, Paal, Sanoh WISSELS: 46' Van Vlerken - Hermannsson 69' Paal - O. Rommens 77' Van Overbeek - Cmiljanic         |
| | |                                           |                                                                    | |
| 4e speelronde | Jong PSV                                                                                                | 1 - 0 (0 - 0)                             | NEC                                                                | Selectie Jong PSV: |
| di. 26 augustus 2014 Aanvangstijd: 20:00 uur Plaats: Eindhoven Philips Stadion Toeschouwers: 1.050 Scheidsrechter: Siemen Mulder       | Aleksandar Boljević 90+1'                                                                               | 1 - 0                                     |                                                                    | BASISOPSTELLING: N. Bertrams - Van Vlerken, Hermannsson, De Wijs, Heesakkers - Leemans, Van Overbeek, Noor - Bakkali, Paal, Sanoh RESERVEBANK: J. Bertrams, Alberto, O. Rommens, Lukovic, Rudovic, Cmiljanic, Boljević WISSELS: 65' Cmiljanic - Bakkali 71' Alberto - De Wijs 85' Boljević - Cmiljanic               |
| - Bram van Vlerken(54'), Moussa Sanoh(63') en Aleksandar Boljević(89') kregen een gele kaart.                                          | |                                           |                                                                    | |
| | |                                           |                                                                    | |
| 5e speelronde | Jong PSV                                                                                                | 1 - 3 (1 - 1)                             | FC Eindhoven                                                       | Selectie Jong PSV: |
| vr. 29 augustus 2014 Aanvangstijd: 20:00 uur Plaats: Eindhoven De Herdgang Toeschouwers: 2.000 Scheidsrechter: Jeroen Sanders          | Clint Leemans 21'(P)                                                                                    | 1 - 0 1 - 1 1 - 2 1 - 3                   | 21' Chiro N'Toko 62' Sander Heesakkers (e.d.) 74' Fries Deschilder | BASISOPSTELLING: J. Bertrams - Van Vlerken, Hermannsson, Alberto, Heesakkers - Leemans, Lukovic, Noor - Van Overbeek, Sanoh, Bakkali RESERVEBANK: De La Paz, De Wijs, O. Rommens, Paal, Rudovic, Cmiljanic, Boljević WISSELS: 46' Cmiljanic - Bakkali 46' Boljević - Hermannsson 77' Paal - Van Overbeek             |
| - Farshad Noor(38') kreeg een gele kaart.                                                                                              | |                                           |                                                                    | |
| 6e speelronde | Jong FC Twente                                                                                          | 0 - 0 (0 - 0)                             | Jong PSV                                                           | Selectie Jong PSV: |
| ma. 15 september 2014 Aanvangstijd: 20:00 uur Plaats: Enschede Grolsch Veste Toeschouwers: 72 Scheidsrechter: Tom Koekoek              | |                                           |                                                                    | BASISOPSTELLING: N. Bertrams - Van Vlerken, Koch, De Wijs, Heesakkers - Leemans, Lukovic, Noor - Van Overbeek, Vloet, Boljević RESERVEBANK: J. Bertrams, Hermannsson, O. Rommens, Rudovic, Rayhi, Cmiljanic, Sanoh WISSELS: 22' O. Rommens - Van Vlerken 75' Sanoh - Van Overbeek                                    |
| - Jordy de Wijs(36') kreeg een gele kaart. Andrija Lukovic(58') kreeg een rode kaart.                                                  | |                                           |                                                                    | |
| 7e speelronde | Jong PSV                                                                                                | 0 - 2 (0 - 1)                             | Sparta Rotterdam                                                   | Selectie Jong PSV: |
| vr. 19 september 2014 Aanvangstijd: 20:00 uur Plaats: Eindhoven De Herdgang Toeschouwers: 720 Scheidsrechter: Karel van den Heuvel     | | 0 - 1 0 - 2                               | 43' Giovanni Hiwat 63' Johan Voskamp                               | BASISOPSTELLING: J. Bertrams - Noor, Hermannsson, De Wijs, Heesakkers - Leemans, Rudovic, O. Rommens - Sanoh, Van Overbeek, Rayhi RESERVEBANK: Van Osch, Abels, P. Rommens, Cmiljanic WISSELS: 64' Cmiljanic - Rayhi 83' P. Rommens - Rudovic 89' Abels - O. Rommens                                                 |
| | |                                           |                                                                    | |
| 8e speelronde | Jong PSV                                                                                                | 5 - 1 (3 - 0)                             | FC Den Bosch                                                       | Selectie Jong PSV: |
| ma. 29 september 2014 Aanvangstijd: 20:00 uur Plaats: Eindhoven Philips Stadion Toeschouwers: 635 Scheidsrechter: Rob Dieperink        | Clint Leemans 17'(P) Elvio van Overbeek 36' Mohamed Rayhi 44' Aleksandar Boljević 48' Jordy de Wijs 65' | 1 - 0 2 - 0 3 - 0 4 - 0 5 - 0 5 - 1       | 76'(P) Barry Maguire                                               | BASISOPSTELLING: N. Bertrams - Hermannsson, Koch, De Wijs, Heesakkers - Noor, Leemans, O. Rommens - Rayhi, Van Overbeek, Boljević RESERVEBANK: J. Bertrams, Rudovic, Paal, Sanoh, Cmiljanic WISSELS: 63' Sanoh - Boljević 64' Rudovic - Leemans 80' Paal - Rayhi                                                     |
| | |                                           |                                                                    | |
| 9e speelronde | Roda JC                                                                                                 | 1 - 1 (1 - 0)                             | Jong PSV                                                           | Selectie Jong PSV: |
| vr. 3 oktober 2014 Aanvangstijd: 20:00 uur Plaats: Kerkrade Parkstad Limburg Stadion Toeschouwers: 10.907 Scheidsrechter: Martin Pérez | Henk Dijkhuizen 17'                                                                                     | 1 - 0 1 - 1                               | 80' Boris Cmiljanic                                                | BASISOPSTELLING: J. Bertrams - Loof, Koch, Hermansson, Heesakkers - Noor, Leemans, O. Rommens - Van Overbeek, Sanoh, Rayhi RESERVEBANK: De La Paz, Rudovic, Paal, Cmiljanic WISSELS: 64' Paal - Hermannsson 72' Cmiljanic - Sanoh 89' Rudovic - Van Overbeek                                                         |
| - Augustine Loof(16') en Moussa Sanoh(67') kregen een gele kaart.                                                                      | |                                           |                                                                    | |
| 10e speelronde | Jong PSV                                                                                                | 1 - 1 (1 - 0)                             | Fortuna Sittard                                                    | Selectie Jong PSV: |
| ma. 21 oktober 2014 Aanvangstijd: 20:00 uur Plaats: Eindhoven Jan Louwers Stadion Toeschouwers: 400 Scheidsrechter: Stijn Berben       | Aleksandar Boljević 41'                                                                                 | 1 - 0 1 - 1                               | 81'(P) Seku Conneh                                                 | BASISOPSTELLING: N. Bertrams - Hermannsson, Koch, De Wijs, Heesakkers - Noor, Leemans, Lukovic - Rayhi, Vloet, Boljević RESERVEBANK: J. Bertrams, Rudovic, O. Rommens, Paal, Sanoh WISSELS: 65' Rommens - Rayhi 90+2' Paal - Lukovic                                                                                 |
| - Mohamed Rayhi(59'), Sander Heesakkers(61') en Nigel Bertrams(80') kregen een gele kaart. Jordy de Wijs(45') kreeg een rode kaart.    | |                                           |                                                                    | |
| 11e speelronde | Jong Ajax                                                                                               | 1 - 1 (1 - 0)                             | Jong PSV                                                           | Selectie Jong PSV: |
| vr. 24 oktober 2014 Aanvangstijd: 20:00 uur Plaats: Amsterdam Sportpark De Toekomst Toeschouwers: 759 Scheidsrechter: Erwin Blank      | Richairo Živković 12'                                                                                   | 1 - 0 1 - 1                               | 84' Steven Bergwijn                                                | BASISOPSTELLING: N. Bertrams - Noor, Koch, Hermansson, Heesakkers - Lukovic, Leemans, O. Rommens - Rayhi, Sanoh, Boljević RESERVEBANK: J. Bertrams, Loof, Rudovic, Paal, Bergwijn WISSELS: 61' Loof - Lukovic 72' Rayhi - Bergwijn 82' Rudovic - Boljević                                                            |
| - Menno Koch(57') en Mohamed Rayhi(69') kregen een gele kaart.                                                                         | |                                           |                                                                    | |
| 12e speelronde | Jong PSV                                                                                                | 2 - 2 (0 - 1)                             | VVV-Venlo                                                          | Selectie Jong PSV: |
| ma. 3 november 2014 Aanvangstijd: 20:00 uur Plaats: Eindhoven De Herdgang Toeschouwers: 800 Scheidsrechter: Karel van den Heuvel       | Farshad Noor 62' Aleksandar Boljević 84'                                                                | 0 - 1 1 - 1 2 - 1 2 - 2                   | 18' Melvin Platje 90' Abdelaziz Khalouta                           | BASISOPSTELLING: N. Bertrams - Hermannsson, Koch, De Wijs, Lukovic - Noor, Schaars, Leemans - Rayhi, Vloet, Boljević RESERVEBANK: J. Bertrams, Heesakkers, Tamata, Rudovic, O. Rommens, Sanoh WISSELS: 46' Tamata - Schaars 63' O. Rommens - Lukovic 80' Sanoh - Rayhi                                               |
| - Menno Koch(52') en Abel Tamata(75') kregen een gele kaart.                                                                           | |                                           |                                                                    | |
| 13e speelronde | FC Volendam                                                                                             | 1 - 0 (0 - 0)                             | Jong PSV                                                           | Selectie Jong PSV: |
| vr. 7 november 2014 Aanvangstijd: 20:00 uur Plaats: Volendam KRAS Stadion Toeschouwers: 3.692 Scheidsrechter: Davy Otto                | Kevin Brands 81'                                                                                        | 1 - 0                                     |                                                                    | BASISOPSTELLING: J. Bertrams - Loof, Hermansson, De Wijs, Tamata - Noor, Schaars, O. Rommens - Sanoh, Rudovic, Rayhi RESERVEBANK: De La Paz, Heesakkers, Lukovic, Leemans, Van Overbeek WISSELS: 75' Heesakkers - Tamata 83' Leemans - Schaars 83' Van Overbeek - Rudovic                                            |
| | |                                           |                                                                    | |
| 14e speelronde | Jong PSV                                                                                                | 3 - 1 (2 - 0)                             | RKC Waalwijk                                                       | Selectie Jong PSV: |
| ma. 24 november 2014 Aanvangstijd: 20:00 uur Plaats: Eindhoven De Herdgang Toeschouwers: 700 Scheidsrechter: Martin Pérez              | Marcel Ritzmaier 35' Menno Koch 42' Clint Leemans 78'                                                   | 1 - 0 2 - 0 3 - 0 3 - 1                   | 86' Moussa Sanoh (e.d.)                                            | BASISOPSTELLING: N. Bertrams - Noor, Koch, De Wijs, Heesakkers - Vloet, Ritzmaier, Leemans - Van Overbeek, Locadia, Rudovic RESERVEBANK: J. Bertrams, Hermannsson, Lukovic, O. Rommens, Sanoh WISSELS: 78' Lukovic - Vloet 78' Sanoh - Rudovic                                                                       |
| - Andjelo Rudovic(45+1') kreeg een gele kaart.                                                                                         | |                                           |                                                                    | |
| 15e speelronde | Helmond Sport                                                                                           | 2 - 1 (1 - 1)                             | Jong PSV                                                           | Selectie Jong PSV: |
| vr. 28 november 2014 Aanvangstijd: 20:00 uur Plaats: Helmond Lavans Stadion Toeschouwers: 2.825 Scheidsrechter: Laurens Gerrets        | Jack Tuyp 29' Oumar Diouck 85'                                                                          | 0 - 1 1 - 1 2 - 1                         | 3' Menno Koch                                                      | BASISOPSTELLING: J. Bertrams - Noor, Koch, Hermansson, Tamata - Lukovic, Leemans, O. Rommens - Van Overbeek, Sanoh, Rudovic RESERVEBANK: De La Paz, Loof, De Wijs, Boljević WISSELS: 57' Boljević - Rudovic 69' De Wijs - Tamata 84' Loof - Van Overbeek                                                             |
| - Menno Koch(85') en Augustine Loof(88') kregen een gele kaart.                                                                        | |                                           |                                                                    | |
| | |                                           |                                                                    | |
| 16e speelronde | Jong PSV                                                                                                | 3 - 1 (1 - 0)                             | De Graafschap                                                      | Selectie Jong PSV: |
| di. 2 december 2014 Aanvangstijd: 20:00 uur Plaats: Eindhoven Jan Louwers Stadion Toeschouwers: 200 Scheidsrechter: Ingmar Oostrom     | Jorrit Hendrix 41' Rai Vloet 49' Moussa Sanoh 90+3'                                                     | 1 - 0 2 - 0 2 - 1 3 - 1                   | 81' Kristopher Vida                                                | BASISOPSTELLING: Pasveer - Brenet, Koch, Isimat-Mirin, Tamata - Vloet, Vloet, Leemans - Van Overbeek, Jozefzoon, Boljević RESERVEBANK: J. Bertrams, De Wijs, Noor, Lukovic, O. Rommens, Rudovic, Sanoh WISSELS: 46' Sanoh - Boljević 66' Lukovic - Van Overbeek 77' Noor - Brenet                                    |
| - Moussa Sanoh(62') kreeg een gele kaart.                                                                                              | |                                           |                                                                    | |
| 17e speelronde | FC Oss                                                                                                  | 2 - 0 (1 - 0)                             | Jong PSV                                                           | Selectie Jong PSV: |
| za. 6 december 2014 Aanvangstijd: 19:45 uur Plaats: Oss Frans Heesen Stadion Toeschouwers: 1.228 Scheidsrechter: Stijn Berben          | Istvan Bakx 36' Istvan Bakx 69'                                                                         | 1 - 0 2 - 0                               |                                                                    | BASISOPSTELLING: De La Paz - Hermansson, Koch, De Wijs, Tamata - Noor, Lukovic, Leemans - Van Overbeek, Vloet, Boljević RESERVEBANK: J. Bertrams, O. Rommens, Rudovic, Sanoh WISSELS: 46' Sanoh - Van Overbeek 59' O. Rommens - Lukovic 76' Rudovic - Boljević                                                       |
| - Hjörtur Hermannsson(39') en Moussa Sanoh(72') kregen een gele kaart.                                                                 | |                                           |                                                                    | |
| 18e speelronde | Jong PSV                                                                                                | 0 - 1 (0 - 0)                             | Almere City                                                        | Selectie Jong PSV: |
| vr. 12 december 2014 Aanvangstijd: 20:00 uur Plaats: Eindhoven De Herdgang Toeschouwers: 200 Scheidsrechter: Martin van den Kerkhof    | | 0 - 1                                     | 63' Norair Mamedov                                                 | BASISOPSTELLING: N. Bertrams - Loof, Koch, Hermannsson, De Wijs - Noor, Lukovic, Leemans - Van Overbeek, Vloet, Rudovic RESERVEBANK: J. Bertrams, Alberto, O. Rommens, Sanoh WISSELS: 67' Sanoh - Van Overbeek 71' O. Rommens - Lukovic 75' Alberto - De Wijs                                                        |
| - Menno Koch(33'), Elvio van Overbeek(57'), Hjörtur Hermannsson(59') en Andjelo Rudovic(67') kregen een gele kaart.                    | |                                           |                                                                    | |
| 19e speelronde | Jong PSV                                                                                                | 1 - 1 (0 - 0)                             | SC Telstar                                                         | Selectie Jong PSV: |
| vr. 19 december 2014 Aanvangstijd: 20:00 uur Plaats: Eindhoven De Herdgang Toeschouwers: 300 Scheidsrechter: Karel van den Heuvel      | Farshad Noor 75'                                                                                        | 0 - 1 1 - 1                               | 50' Alair Cruz Vicente                                             | BASISOPSTELLING: J. Bertrams - Loof, Hermannsson, Alberto, De Wijs - Noor, Leemans, O. Rommens - Van Overbeek, Lukovic, Sanoh RESERVEBANK: De La Paz, Abels, Van Der Moot, Rudovic WISSELS: 62' Van der Moot - Van Overbeek 72' Rudovic - Alberto                                                                    |
| | |                                           |                                                                    | |
| 20e speelronde | Achilles '29                                                                                            | 2 - 0 (1 - 0)                             | Jong PSV                                                           | Selectie Jong PSV: |
| vr. 16 januari 2015 Aanvangstijd: 20:00 uur Plaats: Groesbeek Sportpark de Heikant Toeschouwers: 1.560 Scheidsrechter: Davy Otto       | Tim Sanders 15' Freek Thoone 73'                                                                        | 1 - 0 2 - 0                               |                                                                    | BASISOPSTELLING: J. Bertrams - Loof, Hermannsson, De Wijs, Leemans - Noor, Hiljemark, Marquet - Sanoh, Cmiljanic, Boljević RESERVEBANK: De La Paz, Heesakkers, Alberto, O. Rommens, Van Der Moot, Lukovic, Van Overbeek WISSELS: 46' O. Rommens - Hiljemark 65' Van der Moot - Cmiljanic 74' Van Overbeek - Boljević |
| - Farshad Noor(22') en Augustine Loof(59') kregen een gele kaart.                                                                      | |                                           |                                                                    | |
| 21e speelronde | Jong PSV                                                                                                | 4 - 1 (2 - 0)                             | Jong FC Twente                                                     | Selectie Jong PSV: |
| ma. 26 januari 2015 Aanvangstijd: 20:00 uur Plaats: Eindhoven De Herdgang Toeschouwers: 462 Scheidsrechter: Stijn Berben               | Rai Vloet 32' Marcel Ritzmaier 39' Moussa Sanoh 73' Rai Vloet 78'                                       | 1 - 0 2 - 0 2 - 1 3 - 1 4 - 1             | 53' Ryo Miyaichi                                                   | BASISOPSTELLING: J. Bertrams - Brenet, Hermannsson, De Wijs, Tamata - Marquet, Hiljemark, Ritzmaier - Sanoh, Vloet, Boljević RESERVEBANK: Van Osch, Heesakkers, Loof, Noor, Leemans, Van Overbeek, Cmiljanic WISSELS: 70' Van Overbeek - Boljević 81' Noor - Marquet                                                 |
| - Joshua Brenet(17') kreeg een gele kaart.                                                                                             | |                                           |                                                                    | |
| 22e speelronde | FC Eindhoven                                                                                            | 2 - 1 (1 - 0)                             | Jong PSV                                                           | Selectie Jong PSV: |
| vr. 30 januari 2015 Aanvangstijd: 20:00 uur Plaats: Eindhoven Jan Louwers Stadion Toeschouwers: 2.710 Scheidsrechter: Allard Lindhout  | Jens van Son 33' Chiró N'Toko 84'                                                                       | 1 - 0 1 - 1 2 - 1                         | 59' Elvio van Overbeek                                             | BASISOPSTELLING: J. Bertrams - Loof, Hermannsson, De Wijs, Heesakkers - Noor, Lukovic, O. Rommens - Van Overbeek, Cmiljanic, Boljević RESERVEBANK: Van Osch, Marquet, Rudovic, Sanoh WISSELS: 46' Marquet - Cmiljanic 73' Sanoh - Van Overbeek 84' Rudovic - Boljević                                                |
| - Aleksandar Boljevic(50') kreeg een gele kaart.                                                                                       | |                                           |                                                                    | |
| 23e speelronde | Jong PSV                                                                                                | 0 - 2 (0 - 0)                             | FC Emmen                                                           | Selectie Jong PSV: |
| vr. 6 februari 2015 Aanvangstijd: 20:00 uur Plaats: Eindhoven De Herdgang Toeschouwers: 450 Scheidsrechter: Edwin Boot                 | | 0 - 1 0 - 2                               | 54' Roland Bergkamp 64' Leandro Resida                             | BASISOPSTELLING: Wintjens - Loof, Alberto, De Wijs, Heesakkers - Noor, Lukovic, O. Rommens - Van Overbeek, Quekel, Sanoh RESERVEBANK: J. Bertrams, Rudovic, Boljević, Cmiljanic WISSELS: 67' Boljević - Van Overbeek                                                                                                 |
| - Erik Quekel(40') kreeg een gele kaart.                                                                                               | |                                           |                                                                    | |
| 24e speelronde | NEC | 5 - 2 (2 - 2)                             | Jong PSV                                                           | Selectie Jong PSV: |
| ma. 9 februari 2015 Aanvangstijd: 20:00 uur Plaats: Nijmegen De Goffert Toeschouwers: 9.200 Scheidsrechter: Karel van den Heuvel       | Anthony Limbombe 18' Sjoerd Ars 45+1' Sjoerd Ars 56' Tom Daemen 61' Sjoerd Ars 76'                      | 0 - 1 1 - 1 1 - 2 2 - 2 3 - 2 4 - 2 5 - 2 | 13' Joshua Smits (e.d.) 45' Rai Vloet                              | BASISOPSTELLING: Pasveer - Brenet, Hermannsson, Alberto, Tamata - Hendrix, Vloet, Ritzmaier - Sanoh, Quekel, Boljević RESERVEBANK: J. Bertrams, Loof, Heesakkers, Noor, O. Rommens, Lukovic, Van Overbeek WISSELS: 67' Noor - Hermannsson 80' Van Overbeek - Boljević                                                |
| - Erik Quekel(15') kreeg een gele kaart.                                                                                               | |                                           |                                                                    | |
| 25e speelronde | Sparta Rotterdam                                                                                        | 0 - 2 (0 - 1)                             | Jong PSV                                                           | Selectie Jong PSV: |
| zo. 15 februari 2015 Aanvangstijd: 14:30 uur Plaats: Rotterdam Het Kasteel Toeschouwers: 5.487 Scheidsrechter: Stijn Berben            | | 0 - 1 0 - 2                               | 9' Erik Quekel 90+2' Erik Quekel                                   | BASISOPSTELLING: Wintjens - Noor, Loof, De Wijs, Tamata - O. Rommens, Vloet, Ritzmaier - Sanoh, Quekel, Boljević RESERVEBANK: J. Bertrams, Alberto, Heesakkers, Rudovic, Cmiljanic, Lukovic, Van Overbeek WISSELS: 62' Alberto - Noor 67' Van Overbeek - Boljević 90' Lukovic - Sanoh                                |
| - Farshad Noor(44'), Moussa Sanoh(72'), Rai Vloet(74'), Jordy de Wijs(87') en Augustine Loof(89') kregen een gele kaart.               | |                                           |                                                                    | |

2013/14 · 2014/15 · 2015/16 · 2016/17 · 2017/18 · 2018/19 · 2019/20 · 2020/21 · 2021/22 · 2022/23 · 2023/24 · 2024/25
Achilles '29 ·
Jong Ajax ·
Almere City FC ·
FC Den Bosch ·
FC Eindhoven ·
FC Emmen ·
Fortuna Sittard ·
De Graafschap ·
Helmond Sport ·
MVV Maastricht ·
N.E.C. ·
FC Oss ·
Jong PSV ·
RKC Waalwijk ·
Roda JC Kerkrade ·
Sparta Rotterdam ·
Telstar ·
Jong FC Twente ·
VVV-Venlo ·
FC Volendam